# Темникгейт
Темникгейт (від «темник» — закрита директива керівництву українських ЗМІ) — політичний скандал, який виник в жовтні 2021 року після звинувачень керівництва Офісу президента України в тиску на журналістів суспільного телеканалу UA:Перший і втручанні в редакційну політику каналу

## Суть скандалу
19 жовтня 2021 року ведуча ток-шоу «Зворотний відлік» на телеканалі UA: Перший Мирослава Барчук заявила про те, що Офіс президента в ультимативній формі вимагає присутності певних депутатів фракції «Слуга Народу» в ефірі і заборони запрошувати до студії окремих політиків.
«Офіс президента давно і жорстко контролює присутність на ефірах народних депутатів від фракції „Слуга народу“. Кандидати на ефіри узгоджуються з контактною особою Михайла Подоляка в ОП… По-друге, останнім часом ОП висуває нашій редакції умови і ставить ультиматуми щодо присутності „слуг народу“ на ефірах», — йшлося в заяві Мирослави Барчук.
За словами Барчук, Офіс президента поставив журналістам ток-шоу «Зворотний відлік» два ультиматуми: перший стовувався обовязкової присутності мінімум двох депутатів від «Слуги Народу» в програмі про енергетичну безпеку, другий — що депутати «Слуги Народу» прийдуть на програму виключно за умови, що в студії не буде народного депутата Гео Лероса
Мирослава Барчук стверджувала, що після відмови від виконання ультиматиму, представники Офісу президента звинуватили журналістів в недотриманні журналістських стандартів.
Радник керівника Офісу президента України Михайло Подоляк назвав коментар журналістки «емоційним», а звинувачення «некоректними та необґрунтованими».

## Реакція президента Зеленського
Президент України Володимир Зеленський назвав заяви журналістки Мирослави Барчук «хайпом» і додав, що йому «видається дивною» ситуація, в якій державне телебачення заявляє про тиск із боку держави.
«Я не зовсім розумію, до чого тут я і Офіс президента, але я розумію, що це „хайп“. Ми нічого не погоджуємо, жодних списків, тим паче телеканалу суспільного мовлення. Щодо депутатів, то вони можуть ходити або не ходити на ті чи інші ефіри. Мені здається, що вони вільні люди. Але, якщо потрібно, щоб я звернувся до голови фракції „Слуга народу“ Давида Арахамії, і щоб він тиснув на депутатів, що вони обов'язково повинні ходити до цієї пані, то я можу звернутися. Якщо він скаже, що так можна у них, що такі правила, що вони обов'язково, як солдати, мають туди приходити — ок», — заявив Зеленський.

## Реакція політиків та журналістів
Голова Національної спілки журналістів України Сергій Томіленко назвав неприпустими тиск влади на редакційну політику ЗМІ. Томіленко заявив, що журналісти мають право самостійно обирати формати і теми обговорення, запрошувати гостей на ефіри.
Народний депутат VIII скликання, колишній член наглядової ради державного акціонерного товариства «Українська залізниця» Сергій Лещенко у відповідь на заяву журналістки Барчук, звинуватив команду суспільно-політичного токшоу «Зворотний відлік», яка виходить на телеканалі UA: Перший в заангажованості.